# داوید مونیوس (دوچرخه‌سوار)
داوید مونیوس (اسپانیایی: David Muñoz‎؛ زادهٔ ۹ ژوئن ۱۹۷۹) دوچرخه‌سوار اهل اسپانیا است. وی در مسابقات تور دو فرانس شرکت کرده است.